# Giorgi Kinkladze
Giorgi Kinkladze (grúzul: გიორგი ქინქლაძე) (Tbiliszi, 1973. július 6. –) már visszavonult grúz labdarúgó.

## Sikerei, díjai
Egyéni
- Az év játékosa (Manchester City): 1996, 1997
- Az év játékosa (Grúzia): 1992–93, 1995–96
- Az év játékosa (Derby County): 2002–03

Mretebi Tbiliszi
- Másodosztály bajnok: 1991

Dinamo Tbiliszi
- Első osztály bajnok: 1992–93, 1993–94, 1994–95
- Kupagyőztes: 1992–93, 1994–95

Anórthoszisz
- Első osztály bajnok: 2004–05

## Fordítás
Ez a szócikk részben vagy egészben  a   Georgi Kinkladze című angol Wikipédia-szócikk fordításán alapul.  Az eredeti cikk szerkesztőit annak laptörténete sorolja fel. Ez a jelzés csupán a megfogalmazás eredetét és a szerzői jogokat jelzi, nem szolgál a cikkben szereplő információk forrásmegjelöléseként.